# Unidades de medida de la Provincia de Avellino
En la provincia de Avellino, la unidad local de medida de la superficie que se usa en el sector agrario es el "tomolo" o "moggio".
El valor del "tomolo" es variable según la comuna ; en la capital corresponde a 40,04 áreas, es decir a 4.004 m²
Otras relaciones entre las medidas son:
| 1 "sacco"    | 3 "tomoli"   |
| 1 "tomolo"   | 2 "mezzetti" |
| 1 "mezzetto" | 2 "quarti"   |
| 1 "quarto"   | 6 "misure"   |